# 帕尔丰德吕
帕尔丰德吕（法語：Parfondru，法語發音：[paʁfɔ̃dʁy]）是法国上法蘭西大區埃纳省的一个市镇，属于拉昂区。

## 地理
帕尔丰德吕（49°31'39"N, 3°42'38"E）面积9.08 平方千米，位于法国上法蘭西大區埃纳省，该省份为法国北部内陆省份，北起北部省，西接索姆省和瓦兹省，东临阿登省和马恩省，西南至塞纳-马恩省，东北部与比利时接壤。
与帕尔丰德吕接壤的市镇（或旧市镇、城区）包括：阿蒂苏拉昂、布吕耶尔和蒙贝罗、谢雷、埃普、蒙沙隆、韦吕。

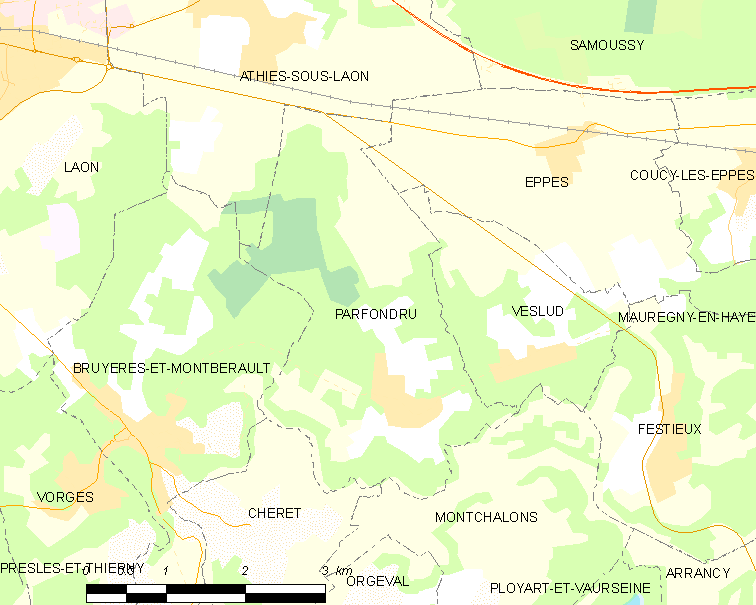
帕尔丰德吕的OSM定位图

帕尔丰德吕的时区为UTC+01:00、UTC+02:00（夏令时）。

## 行政
帕尔丰德吕的邮政编码为02840，INSEE市镇编码为02587。

## 政治
帕尔丰德吕所属的省级选区为拉昂第二县。

## 人口

1962-2008年间帕尔丰德吕人口变化图示

帕尔丰德吕于2022年1月1日时的人口数量为351人。